# Henny Backus
Pour les articles homonymes, voir Backus.

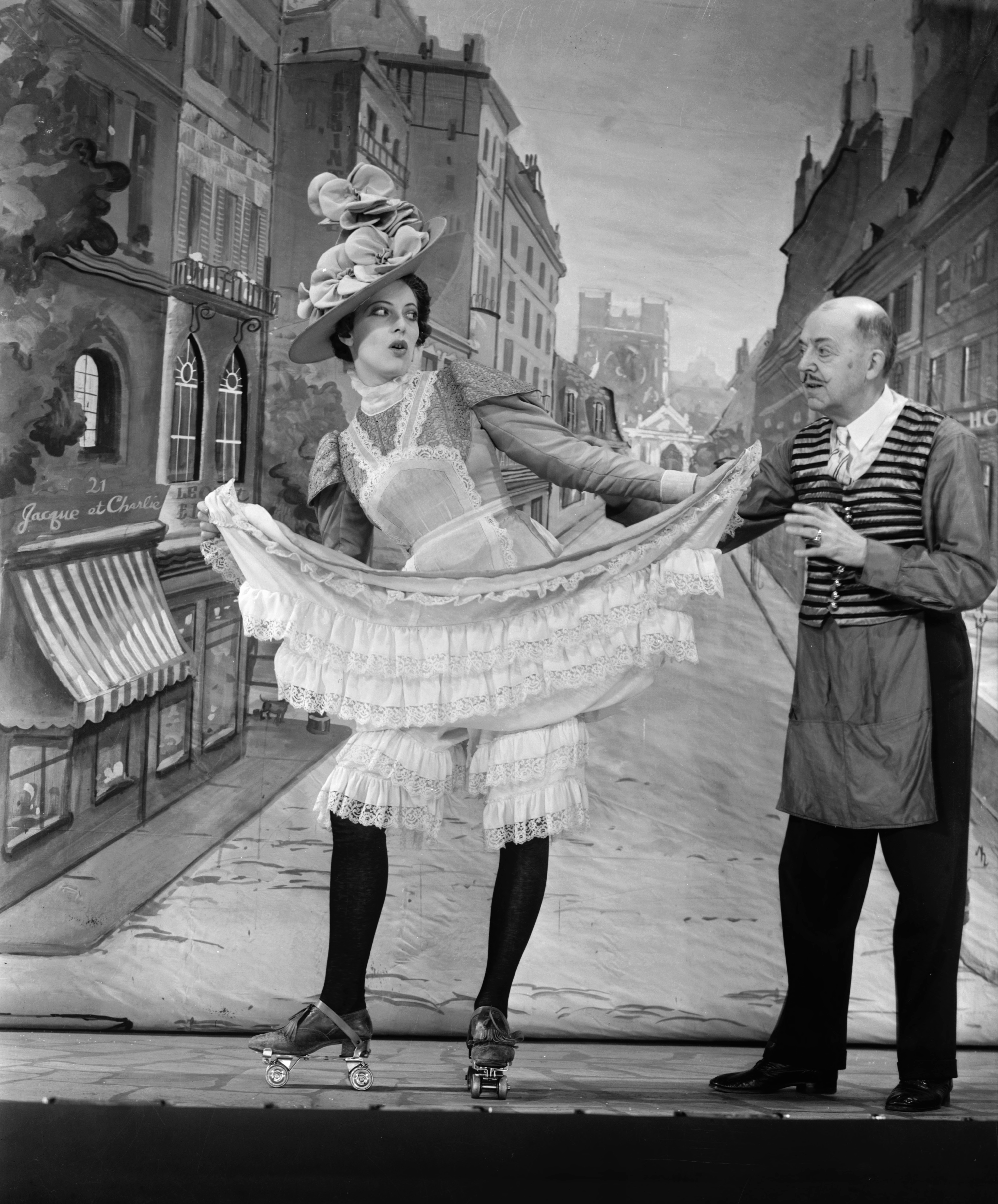
Henriette Kaye lors de la représentation de la pièce Horse Eats Hat en 1936.

Henny Backus, née Henrietta Kaye le 21 mars 1911 et morte le 9 décembre 2004, est une actrice américaine de théâtre Broadway, de cinéma et de télévision, principalement connue pour son rôle dans la pièce Horse Eats Hat (en), coécrite par Orson Welles et Edwin Denby (en). Elle est la femme de l'acteur et comédien Jim Backus.

## Biographie et carrière

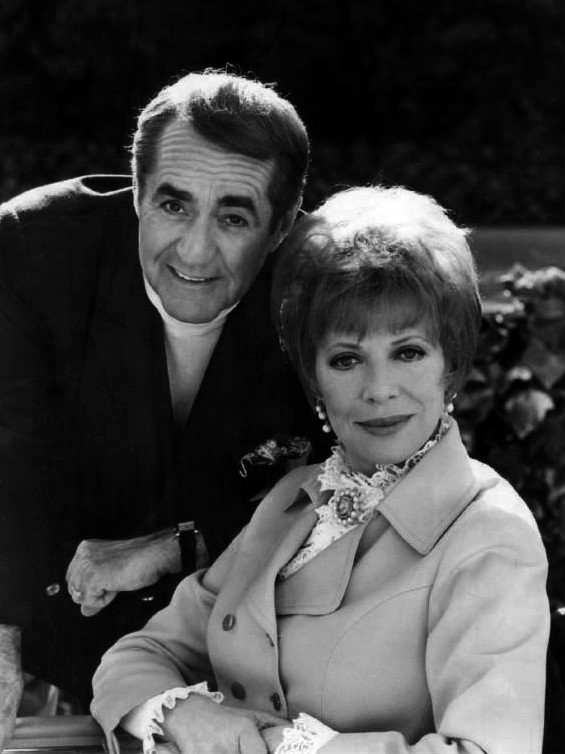
Jim et Henny Backus, 1969.

Henrietta Kaye naît le 21 mars 1911 à Philadelphie, en Pennsylvanie. Elle étudie la sculpture à la Cooper Union, mais choisit de débuter une carrière théâtrale. Durant les années 1930, elle apparaît dans plusieurs comédies musicales à Broadway. Elle est membre du Federal Theatre Project (en), qui se déroule aux États-Unis entre 1935 et 1939 dans le cadre du New Deal initié par le Président Franklin D. Roosevelt. Décrite par le New York Times comme « une rousse toute en jambes et à l'humour intrigant », Kaye joue le rôle de Daisy dans la farce surréaliste Horse Eats Hat (en), coécrite par Orson Welles et Edwin Denby (en) et sortie 1936 dans le cadre du Project 891. Cette production fait également figurer les acteurs Joseph Cotten, Hiram Sherman (en) et Arlene Francis:182. Le décor et les costumes de la pièce sont créés par Nat Karson:182, le mari de Kaye.
Kaye épouse l'acteur et comédien Jim Backus en 1943. À la télévision, Henny apparaît aux côtés de son mari dans l'épisode « La belle-mère de Gilligan » de la deuxième saison de la série L'Île aux naufragés en 1965, puis le couple joue dans la série Blondie (en) en 1968–69. Henny joue également dans un épisode de la saison 5 de la série La croisière s'amuse en 1981.
Henny et Jim Backus coécrivent plusieurs livres humoristiques, dont What Are You Doing After the Orgy? (1962), Only When I Laugh (1965), Backus Strikes Back (1984) et Forgive Us Our Digressions (1988). Henny écrit également le livre Care for the Caretaker (1999), dans lequel elle relate le combat de son mari contre la maladie de Parkinson et propose des solutions pratiques pour les personnes victimes de situations similaires.
Henny Backus meurt le 9 décembre 2004 à l'âge de 93 ans, des suites d'une série d'accidents vasculaires cérébraux. Elle est inhumée auprès de son mari au cimetière du Westwood Village Memorial Park, à Los Angeles.

## Représentations à Broadway

### Pièces
- 1932 : Chrysalis, Martin Beck Theatre : Bee
- 1936 : Horse Eats Hat, Maxine Elliott Theatre (en) : Daisy
- 1937–1938 : Having Wonderful Time, Lyceum Theatre : Maxine
- 1930 : Torch Song, Plymouth Theatre : Ruby Nellis

## Filmographie

### À la télévision
- 1954 : Mayor of the Town (en), saison 1, épisode 22 (« Blueberry Hill ») : Jane
- 1958 : Playhouse 90, saison 3, épisode 10 (« Free Weekend ») :
- 1961 : Hot Off the Wire, saison 1, épisode 32 (« In the Rough ») : Henrietta Updyke
- 1965 : L'Île aux naufragés, saison 2, épisode 1 (« La belle-mère de Gilligan ») : Native Mother
- 1967 : Accidental Family (en), saison 1, épisode 10 (« What Is This - Thanksgiving or a Nightmare? ») : Aunt Helen
- 1968 : Blondie (en), saison 1, épisodes 2 (« My Camp Runneth Over ») et 10 (« Marriage Menders ») : Mrs. (Cora) Dithers
- 1972 : Magic Carpet (téléfilm) : Edna Benson
- 1972 : Emergency! (en), saison 1, épisode 8 (« Weird Wednesday ») : Ginger Merkel
- 1981 : La croisière s'amuse, saison 5, épisode 4 (« The Incredible Hunk/Isaac, the Marriage Counselor/Jewels & Jim ») : Mrs. Landers

### Au cinéma
- 1952 : Des jupons à l'horizon : Infirmière (non crédité)
- 1953 : Jules César : citoyenne romaine (non crédité)
- 1953 : Commérages : Lucy Lawson (non crédité)
- 1955 : Graine de violence : Miss Brady (non crédité)
- 1956 : Meet Mother Magoo (court-métrage) : Mother Magoo (voix, non crédité)
- 1956 : The Great Man : Mrs. Rieber
- 1956 : Viva Las Vegas : Bossy Wife
- 1958 : L'amour coûte cher : Mrs. Mason (non crédité)
- 1959 : Qu'est-ce qui fait courir les filles ? (Holidays for Lovers) : Connie McDougal
- 1969 : Hello Down There : Mrs. Webster